# Viasat 3
Viasat 3 é uma emissora de televisão da Hungria, que desde 2015 é propreidade da Sony Pictures.